# St. Blaise
St. Blaise är en civil parish i Storbritannien. Den är belägen i grevskapet Cornwall och riksdelen England, i den södra delen av landet, 400 km väster om huvudstaden London.